# ソルビアーテ
ソルビアーテ（イタリア語: Solbiate）は、イタリア共和国ロンバルディア州コモ県に存在した、人口約2,600人の基礎自治体（コムーネ）。
2019年1月1日にカーニョと合併してソルビアーテ・コン・カーニョの一部となった。

## 地理

### 位置・広がり
コモ県南西部に位置する。県都コモから西へ13kmの距離にある。

#### 隣接コムーネ
コムーネとしてのソルビアーテは、以下のコムーネと隣接していた。括弧内のVAはヴァレーゼ県所属を示す。
- アルビオーロ
- ベレガッツォ・コン・フィリアーロ
- ビナーゴ
- カーニョ
- マルナーテ (Malnate) (VA)
- オルジャーテ・コマスコ